# Durana (přírodní rezervace)
Durana je přírodní rezervace východně od obce Úsobrno v okrese Blansko.

## Důvod ochrany
Důvodem ochrany je jedinečný komplex bukových porostů na pomezí 4. bukového a 5. jedlobukového stupně s ojedinělými exempláři mohutných jedlí, v údolní nivě olše lepkavá a jasan.

## Flóra
V bylinném patru se vyskytuje kostřava lesní (Festuca altissima), bika hajní (Luzula luzuloides), strdivka jednokvětá (Melica uniflora), kyčelnice cibulkonosná (Dentaria bulbifera), šťavel kyselý (Oxalis acetosella), borůvka (Vaccinium myrtillus), kyčelnice devítilistá (Dentaria enneaphyllos) a sasanka pryskyřníkovitá (Anemone ranunculoides).
Na dně údolí v blízkosti potoka roste čarovník alpský (Circaea alpina), vrbina hajní (Lysimachia nemorum), prvosenka vyšší (Primula elatior), devětsil bílý (Petasites albus) či ostřice chlupatá (Carex pilosa).

## Fauna
Z ptáků sídlí v lokalitě holub doupňák (Columba oenas).

## Historie
Na vrcholu kopce stávala ve středověku fortifikace Úsobrno, známá též pod názvem Durana.

## Geologie
Podloží tvoří kulmské droby, na nichž se vyvinuly oligotrofní až mezotrofní kambizemě, v údolí v okolí potoka flavizemě.

## Vodstvo
Přírodní rezervace leží stráních okolo hlubokého údolí bezejmenného pravostranného přítoku Úsobrnského potoka.

## Turistika
Kolem přírodní rezervace vede žlutá turistická značka Šebetov – Pohora – Úsobrno – Šubířov – Dzbel, ze které vede na vrchol, kde dříve stávala fortifikace, půlkilometrová odbočka.

## Fotogalerie

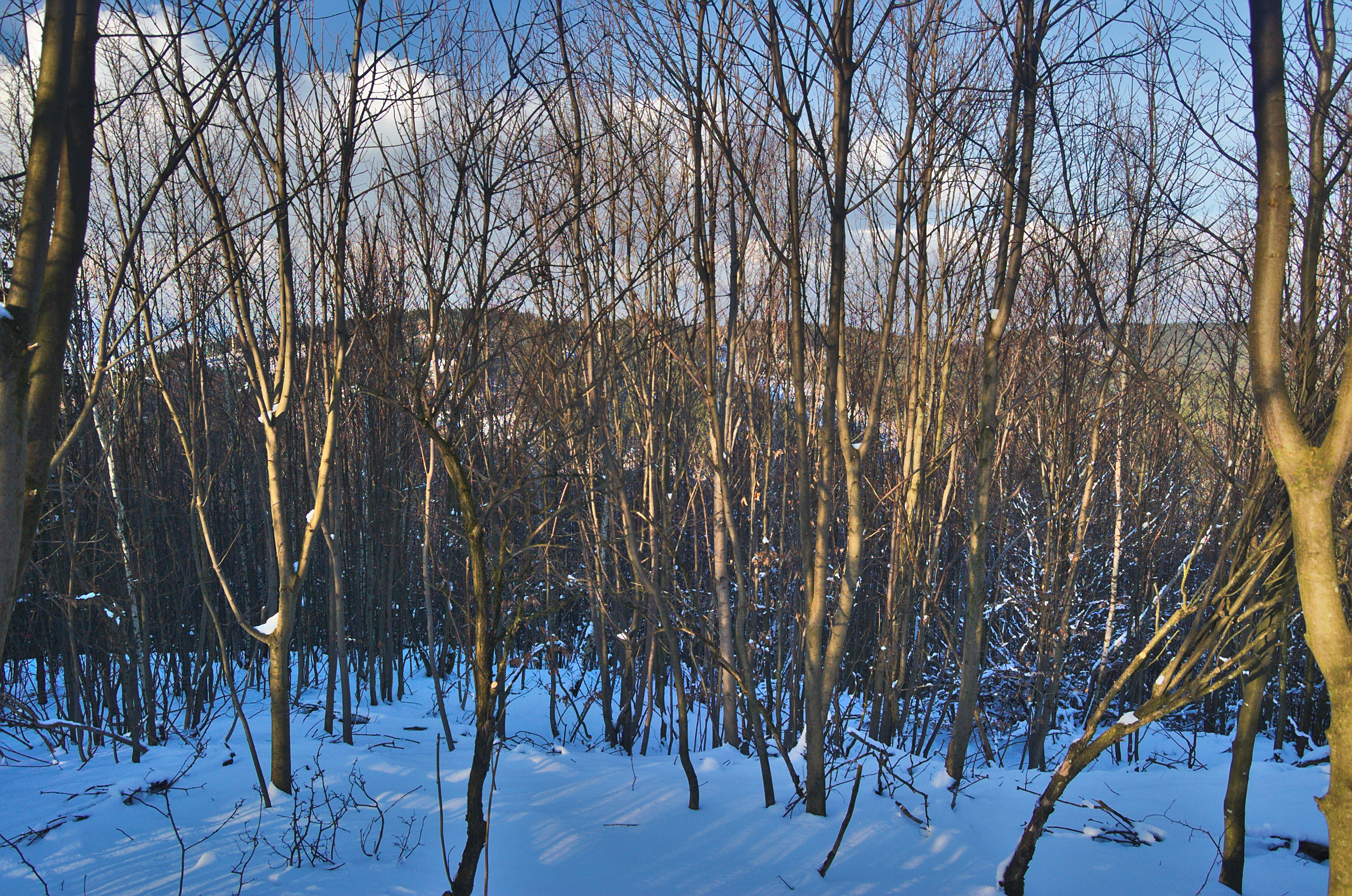
Bukový porost
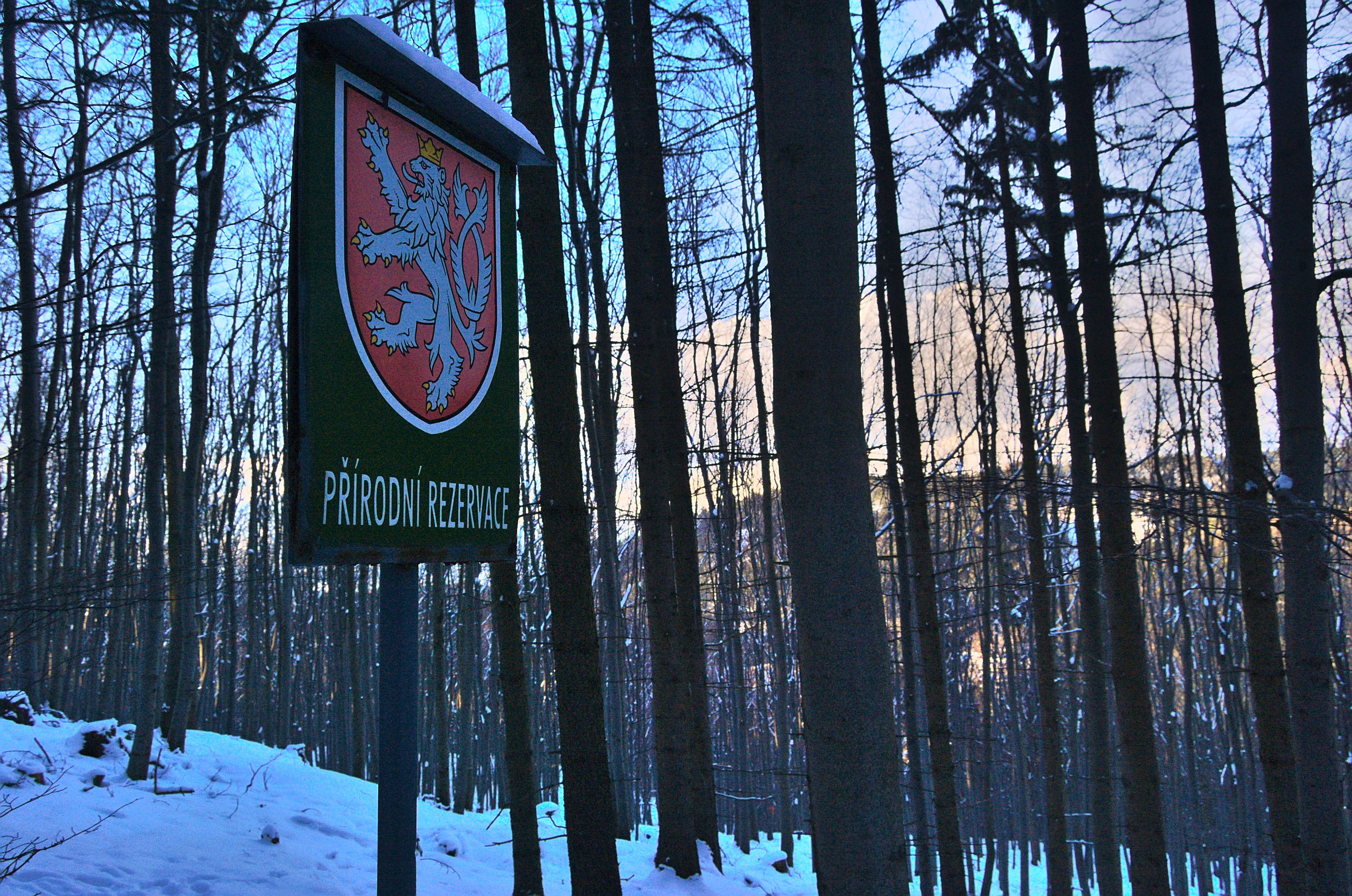
Cedule
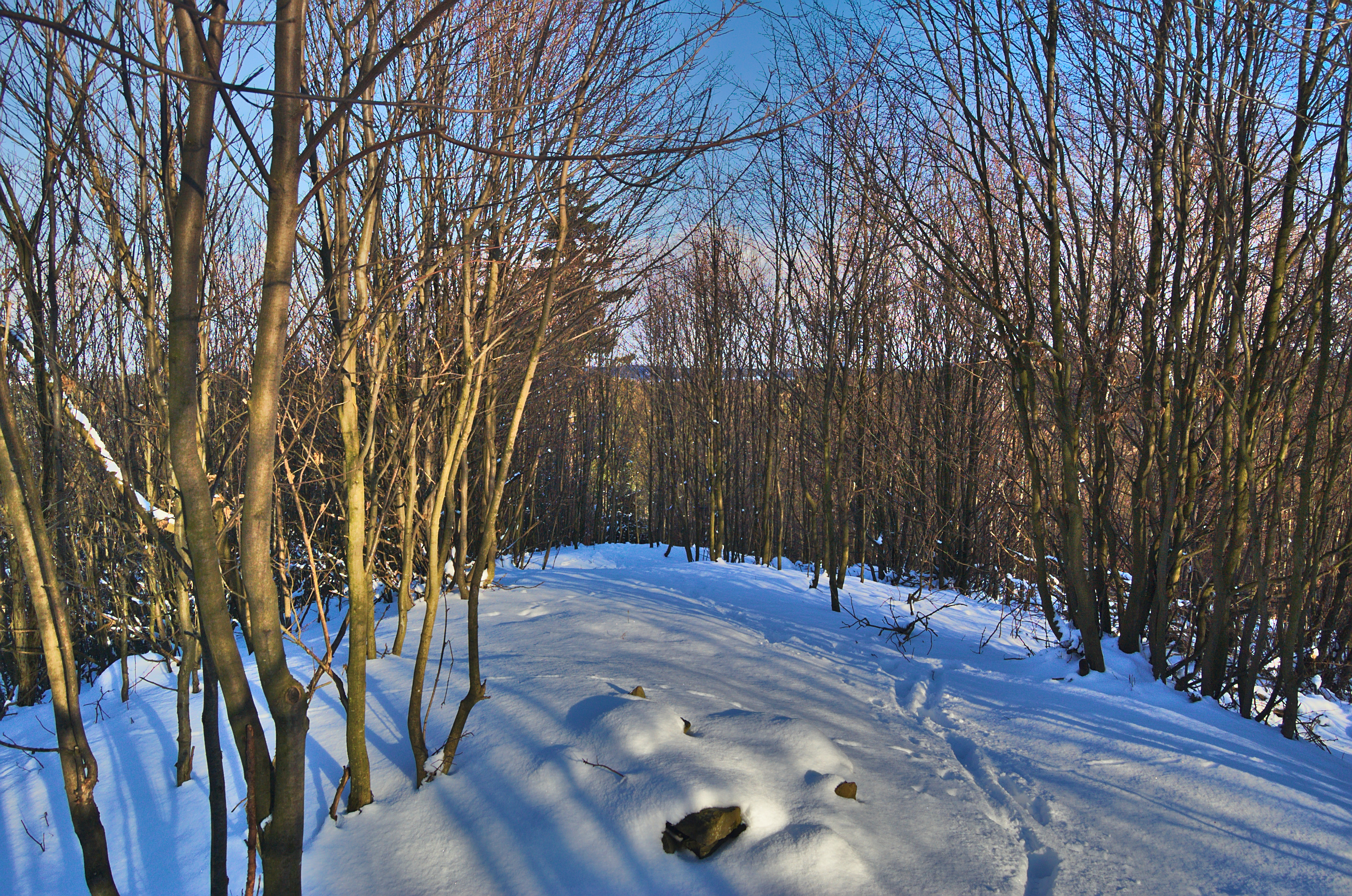
Vrchol, na němž stávala fortifikace
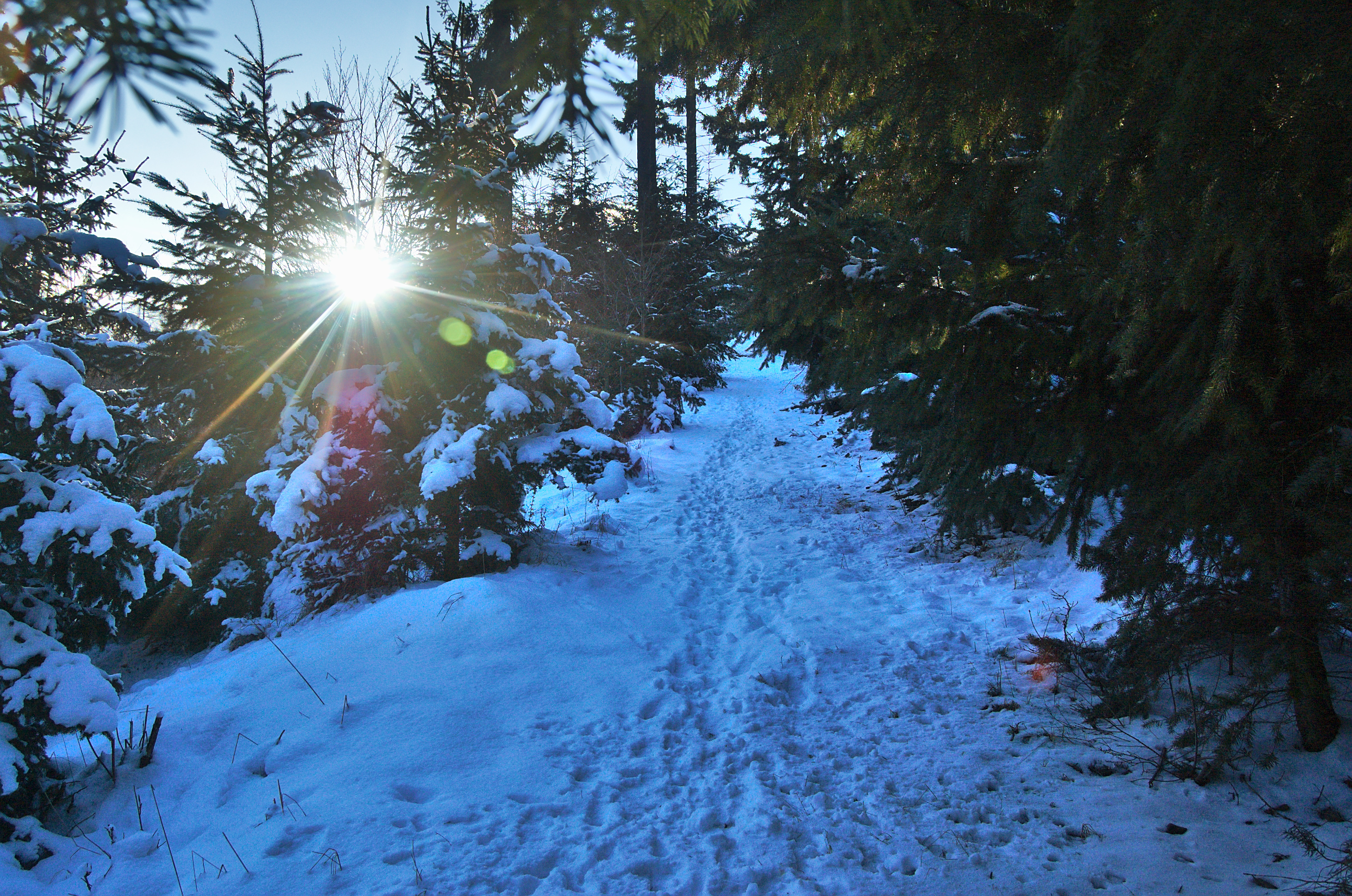
Cesta k vrcholu
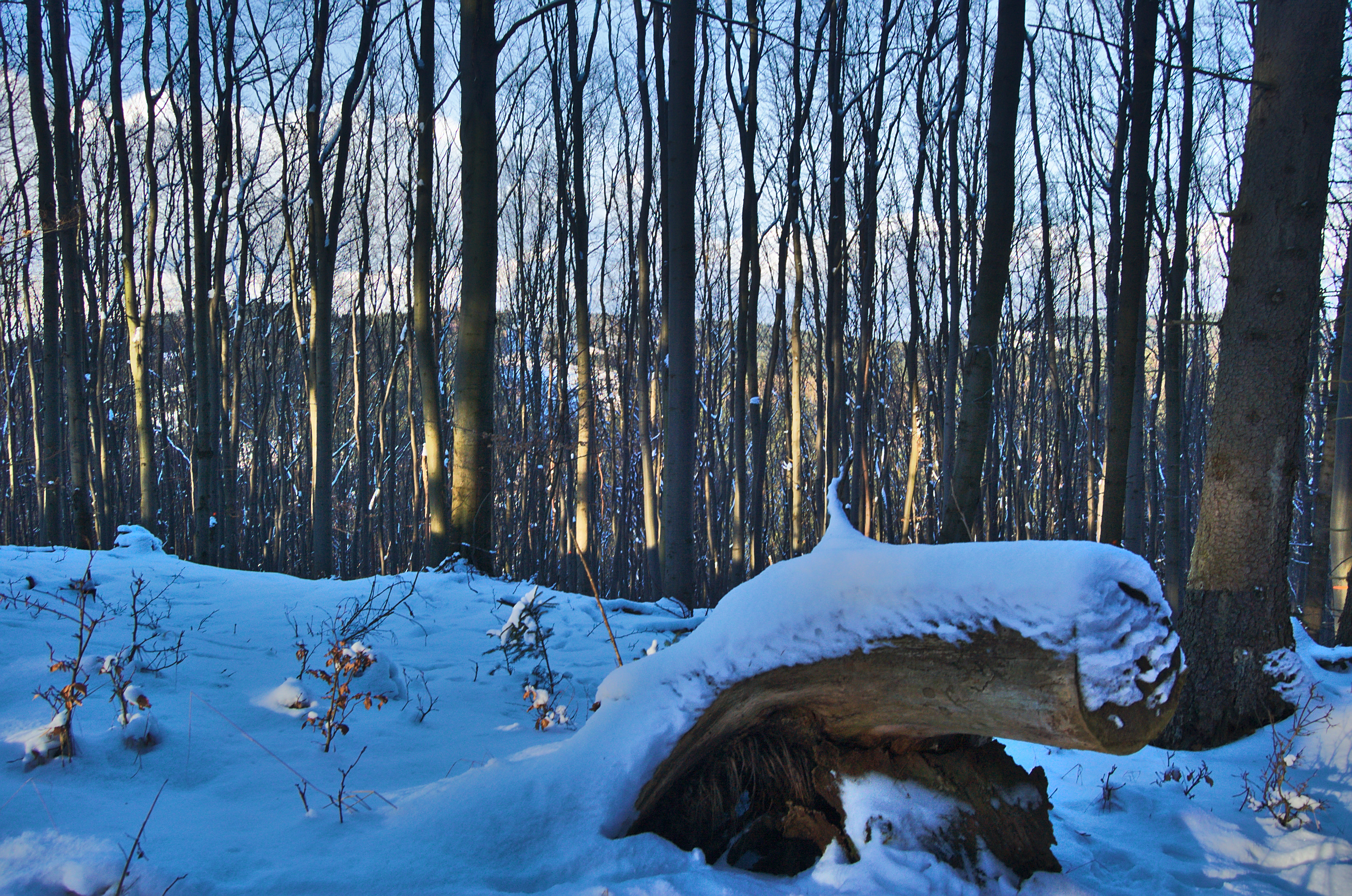
Bukový porost
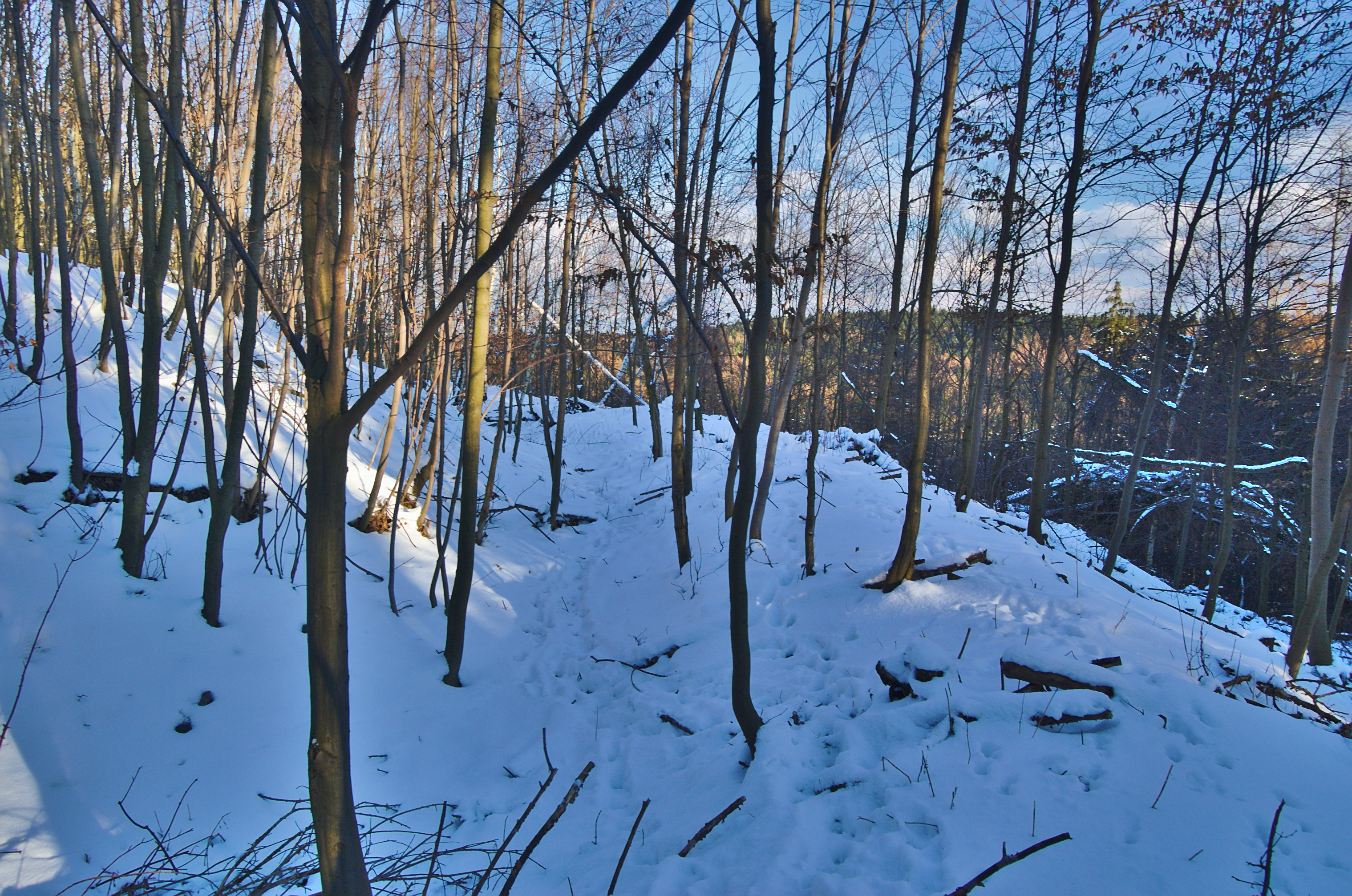
Hradní příkop
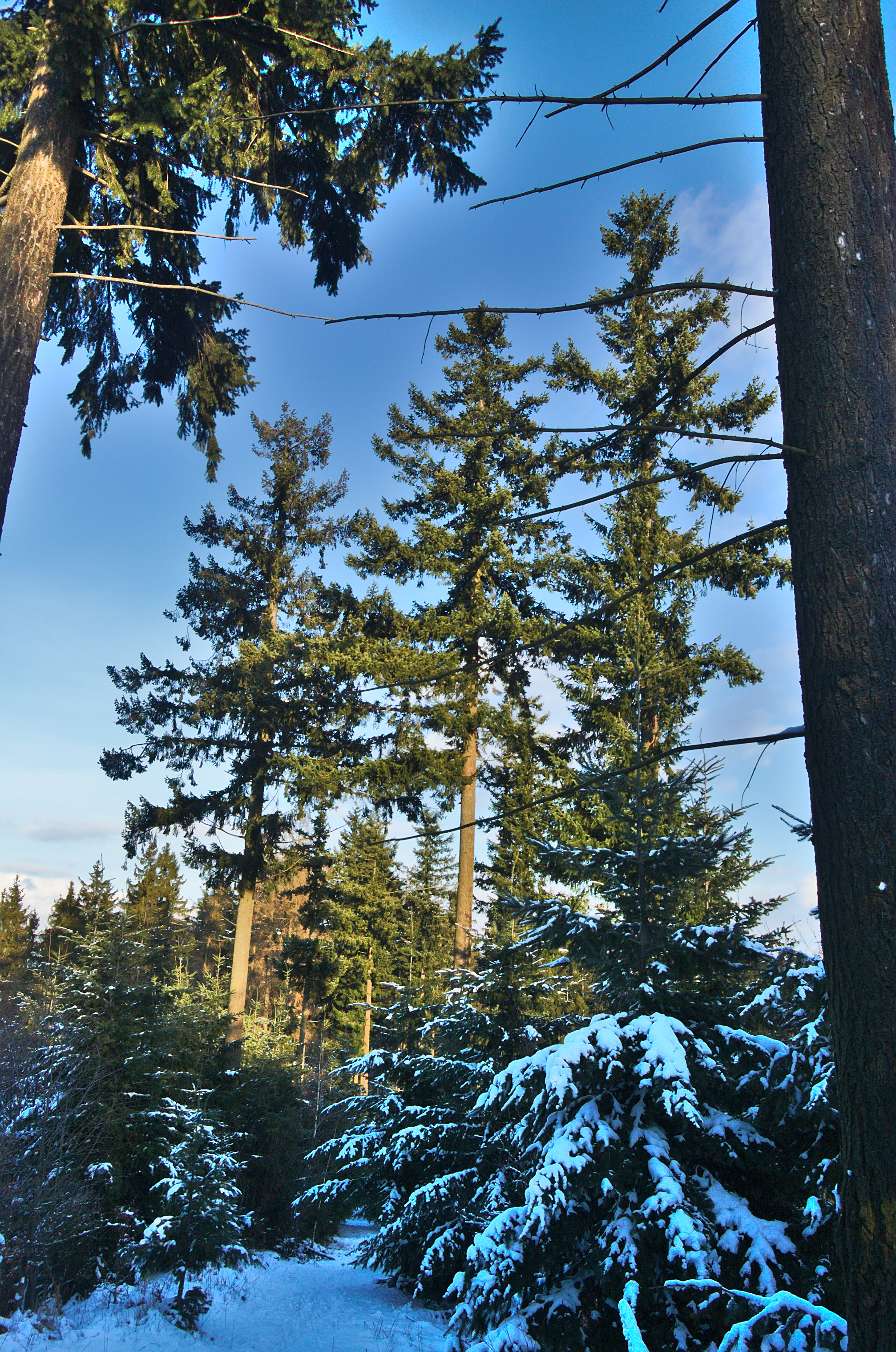
Mohutné jedle